# Tàngara de cap taronja
La tàngara de cap taronja (Thlypopsis sordida) és un ocell de la família dels tràupids (Thraupidae).

## Hàbitat i distribució
Habita vegetació baixa de rivera, bosc obert i pantans de les terres baixes des del sud de Colòmbia i est de Veneçuela, cap al sud, a través de l'est de l'Equador i est del Perú fins Bolívia, Paraguai i sud-oest, centre i est del Brasil i nord de l'Argentina.